# Kallíthiro
Kallíthiro är en ort i Grekland.   Den ligger i prefekturen Nomós Kardhítsas och regionen Thessalien, i den centrala delen av landet, 210 km nordväst om huvudstaden Aten. Kallíthiro ligger 169 meter över havet och antalet invånare är 1 098.
Terrängen runt Kallíthiro är kuperad åt sydväst, men åt nordost är den platt. Runt Kallíthiro är det glesbefolkat, med 16 invånare per kvadratkilometer. Närmaste större samhälle är Karditsa, 9,4 km norr om Kallíthiro. Trakten runt Kallíthiro består till största delen av jordbruksmark.